# Yalgoo
Yalgoo est une ville australienne de la région de Murchison (en) dans la zone d'administration locale d'Australie-Occidentale du comté de Yalgoo. Elle se situe à 499 km au nord-nord-est de Perth et à 118 km à l'est-nord-est de Mullewa (en).
Avant de devenir une ville, la région de Yalgoo était utilisée comme pâturage pour les colons européens, notamment les familles Morrissey et Broad. Des troupeaux de moutons étaient rassemblés dans les riches pâturages pendant la saison humide et ramenés vers les propriétés côtières pour être tondus avant l'été. Au fil du temps, les éleveurs ont vu la valeur de la terre Yalgoo et ont commencé à établir les premières stations ovines (en).

## Étymologie
Yalgoo est un nom aborigène enregistré pour la première fois pour Yalgoo Peak par l'arpenteur John Forrest en 1876. On dit que le nom signifie « sang » ou « lieu de sang », dérivé du mot « Yalguru ». Un autre point de vue est qu'il est dérivé du buisson Yalguru, qui abonde dans la région et a une sève rouge sang.
L'orthographe Yalgu a été utilisée en raison des règles d'orthographe des noms autochtones adoptées par le département des terres et des arpentages (en) (la lettre « u » représentant le mieux le son « oo »). En moins d'un mois, le département des terres et des arpentages avait décidé à contrecœur d'utiliser l'orthographe originale de Yalgoo, et cette orthographe a été utilisée depuis. Certains doutes quant à la modification officielle de l'orthographe ont entraîné la publication d'un amendement de Yalgu à Yalgoo en 1938.

## Climat
Yalgoo a un climat désertique chaud (BWk dans la classification climatique de Köppen) avec des étés chauds et des hivers doux.

## Histoire

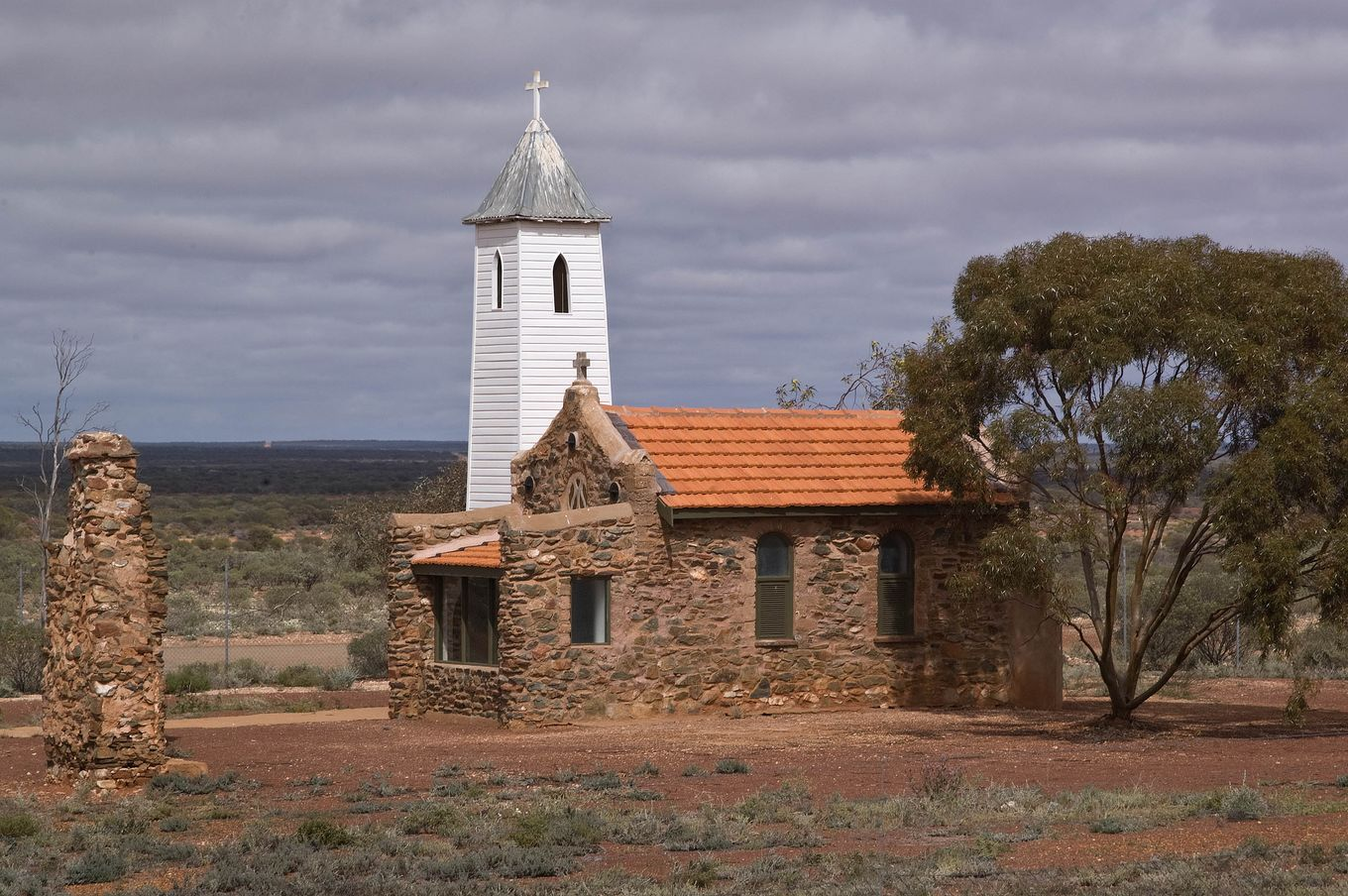
Couvent de St Hyacinth, Yalgoo, 1922, vue latérale

Au début de 1898, la population de la ville était de 650, 500 hommes et 150 femmes.
De l'or a été découvert dans la région au début des années 1890 et, en 1895, 120 hommes travaillaient aux fouilles et aux bâtiments en construction. Le gardien du gisement aurifère a demandé qu'un lotissement urbain soit arpenté et publié au Journal officiel, et à la suite de l'enquête, le lotissement urbain de Yalgu a été publié au Journal officiel en janvier 1896.
C'était autrefois l'emplacement d'une importante gare (ouverte en 1896) sur le chemin de fer du Nord (en). L'importance de Yalgoo a diminué dans les années qui ont suivi la Seconde Guerre mondiale après la construction d'une route praticable en tout temps entre Wubin (en) et Paynes Find (en), à travers le lac Moore (de).
En 1921-1922, le prêtre-architecte et curé de Yalgoo (ainsi que de Mullewa), Monseigneur John Hawes, conçut et construisit l'école du couvent dominicain et la chapelle de St Hyacinthe : les enfants Yalgoo fréquentèrent l'école jusqu'à sa fermeture, faute d'élèves en 1950. Le bâtiment scolaire à pans de bois a été démonté et enlevé. La chapelle abandonnée a été restaurée et rouverte en 1981.
L'érection d'un bocard a commencé en juillet 1931 et s'est achevée en octobre de la même année.

## Dans la culture
Le nom Yalgoo est également utilisé comme nom pour un cratère sur la planète Mars,  sans commémorer spécifiquement la ville.